# Megbántottál / Nem vagy szép
A Megbántottál / Nem vagy szép az Omega kislemeze 1967-ből, az első, amire Adamis Anna is írt szöveget.

## Megjelenések
- 1967 SP
- 1984 Legendás kislemezek LP (csak az A)
- 1992 Az Omega összes kislemeze 1967–1971 CD
- 2003 Trombitás Frédi és a rettenetes emberek CD – bónuszdalok

## Dalok
A: Megbántottál (Presser Gábor – Adamis Anna, S. Nagy István)
B: Nem vagy szép (Presser Gábor – Verebes István, S. Nagy István)

## Az együttes tagjai
- Benkő László – billentyűs és fúvós hangszerek, vokál
- Kóbor János – ritmusgitár, ének
- Laux József – dob, ütőhangszerek
- Mihály Tamás – basszusgitár, vokál
- Presser Gábor – billentyűs hangszerek, ének

Presser Gábor még nem volt teljes jogú tag, de már akkor is játszott és a zenét ő szerezte.